# BGL BNP Paribas Luxembourg Open 2021 - Qualificazioni singolare
Le qualificazioni del singolare femminile del BGL BNP Paribas Luxembourg Open 2021 sono state un torneo di tennis preliminare per accedere alla fase finale della manifestazione svolte dall'11 al 12 settembre 2021. Le vincitrici dell'ultimo turno sono entrate di diritto nel tabellone principale. In caso di ritiro di una o più giocatrici aventi diritto a queste sono subentrati le lucky loser, ossia le giocatrici che hanno perso nell'ultimo turno ma che avevano una classifica più alta rispetto alle altre partecipanti che avevano comunque perso nel turno finale.

## Teste di serie
1. Astra Sharma (spostata nel tabellone principale)
2. Vitalija D'jačenko (primo turno, ritirata)
3. Jule Niemeier (qualificata)
4. Tamara Korpatsch (primo turno)
5. Cristina Bucșa (ultimo turno)
6. Anastasija Gasanova (ultimo turno)

1. Natal'ja Vichljanceva (primo turno)
2. Lesja Curenko (qualificata)
3. Lara Arruabarrena (primo turno)
4. Indy de Vroome (primo turno)
5. Jana Fett (qualificata)
6. Isabella Šinikova (primo turno)

## Qualificate
1. Anastasija Zacharova
2. Ekaterina Makarova
3. Jule Niemeier

1. Arianne Hartono
2. Lesja Curenko
3. Jana Fett

## Tabellone

### Legenda
| - Q = Qualificato - WC = Wild card - LL = Lucky loser | - ALT = Alternate - SE = Special Exempt - PR = Protected Ranking | - w/o = Walkover - r = Ritirato - d = Squalificato |

### Sezione 1
|  | Primo turno | Primo turno          | Primo turno          | Primo turno | Primo turno |  |  | Ultimo turno | Ultimo turno         | Ultimo turno         | Ultimo turno | Ultimo turno |  |
|  |             |                      |                      |             |             |  |  |              |                      |                      |              |              |  |
|  | Alt         | Makoto Ninomiya      | Makoto Ninomiya      | 6           | 6           |  |  |              |                      |                      |              |              |  |
|  |             | Ulrikke Eikeri       | Ulrikke Eikeri       | 4           | 3           |  |  | Alt          | Makoto Ninomiya      | Makoto Ninomiya      | 0            | 3            |  |
|  |             | Anastasija Zacharova | Anastasija Zacharova | 6           | 6           |  |  |              | Anastasija Zacharova | Anastasija Zacharova | 6            | 6            |  |
|  | 9           | Lara Arruabarrena    | Lara Arruabarrena    | 4           | 3           |  |  |              |                      |                      |              |              |  |

### Sezione 2
|  | Primo turno | Primo turno        | Primo turno        | Primo turno | Primo turno |  |  | Ultimo turno | Ultimo turno       | Ultimo turno       | Ultimo turno | Ultimo turno |  |
|  |             |                    |                    |             |             |  |  |              |                    |                    |              |              |  |
|  | 2           | Vitalija D'jačenko | Vitalija D'jačenko | 5           | 1r          |  |  |              |                    |                    |              |              |  |
|  |             | Ekaterina Makarova | Ekaterina Makarova | 7           | 4           |  |  |              | Ekaterina Makarova | Ekaterina Makarova | 6            | 6            |  |
|  |             | Yana Morderger     | 4                  | 7           | 6           |  |  |              | Yana Morderger     | Yana Morderger     | 3            | 0            |  |
|  | 10          | Indy de Vroome     | 6                  | 63          | 3           |  |  |              |                    |                    |              |              |  |

### Sezione 3
|  | Primo turno | Primo turno           | Primo turno           | Primo turno | Primo turno |  |  | Ultimo turno | Ultimo turno    | Ultimo turno | Ultimo turno | Ultimo turno |  |
|  |             |                       |                       |             |             |  |  |              |                 |              |              |              |  |
|  | 3           | Jule Niemeier         | 7                     | 4           | 6           |  |  |              |                 |              |              |              |  |
|  |             | Lena Papadakis        | 63                    | 6           | 3           |  |  | 3            | Jule Niemeier   | 63           | 6            | 6            |  |
|  |             | Tereza Smitková       | Tereza Smitková       | 6           | 6           |  |  |              | Tereza Smitková | 7            | 3            | 4            |  |
|  | 7           | Natal'ja Vichljanceva | Natal'ja Vichljanceva | 4           | 0           |  |  |              |                 |              |              |              |  |

### Sezione 4
|  | Primo turno | Primo turno        | Primo turno        | Primo turno | Primo turno |  |  | Ultimo turno | Ultimo turno       | Ultimo turno       | Ultimo turno | Ultimo turno |  |
|  |             |                    |                    |             |             |  |  |              |                    |                    |              |              |  |
|  | 4           | Tamara Korpatsch   | Tamara Korpatsch   | 0           | 2           |  |  |              |                    |                    |              |              |  |
|  |             | Arianne Hartono    | Arianne Hartono    | 6           | 6           |  |  |              | Arianne Hartono    | Arianne Hartono    | 7            | 6            |  |
|  |             | Tayisiya Morderger | Tayisiya Morderger | 7           | 6           |  |  |              | Tayisiya Morderger | Tayisiya Morderger | 5            | 2            |  |
|  | 12          | Isabella Shinikova | Isabella Shinikova | 65          | 3           |  |  |              |                    |                    |              |              |  |

### Sezione 5
|  | Primo turno | Primo turno    | Primo turno    | Primo turno | Primo turno |  |  | Ultimo turno | Ultimo turno   | Ultimo turno | Ultimo turno | Ultimo turno |  |
|  |             |                |                |             |             |  |  |              |                |              |              |              |  |
|  | 5           | Cristina Bucșa | Cristina Bucșa | 6           | 6           |  |  |              |                |              |              |              |  |
|  | WC          | Marie Weckerle | Marie Weckerle | 1           | 2           |  |  | 5            | Cristina Bucșa | 3            | 6            | 4            |  |
|  |             | Eri Hozumi     | 3              | 6           | 2           |  |  | 8            | Lesja Curenko  | 6            | 2            | 6            |  |
|  | 8           | Lesja Curenko  | 6              | 3           | 6           |  |  |              |                |              |              |              |  |

### Sezione 6
|  | Primo turno | Primo turno         | Primo turno         | Primo turno | Primo turno |  |  | Ultimo turno | Ultimo turno        | Ultimo turno        | Ultimo turno | Ultimo turno |  |
|  |             |                     |                     |             |             |  |  |              |                     |                     |              |              |  |
|  | 6           | Anastasija Gasanova | Anastasija Gasanova | 7           | 6           |  |  |              |                     |                     |              |              |  |
|  |             | Olivia Tjandramulia | Olivia Tjandramulia | 5           | 0           |  |  | 6            | Anastasija Gasanova | Anastasija Gasanova | 1            | 0            |  |
|  |             | Angelina Gabueva    | Angelina Gabueva    | 63          | 2           |  |  | 11           | Jana Fett           | Jana Fett           | 6            | 6            |  |
|  | 11          | Jana Fett           | Jana Fett           | 7           | 6           |  |  |              |                     |                     |              |              |  |